# 1058 Grubba
Az 1058 Grubba egy a Naprendszer kisbolygói közül, amit Grigory Abramovich Shajn fedezett fel 1925. június 22-én. Nevét Howard Grubb után kapta.